# Крістіна Чіусо
Крістіна Чіусо (італ. Cristina Chiuso, 25 грудня 1973) — італійська плавчиня.
Учасниця Олімпійських Ігор 1992, 2000, 2004, 2008 років.
Призерка літньої Універсіади 1999 року.